# دتلف لاوگویتس

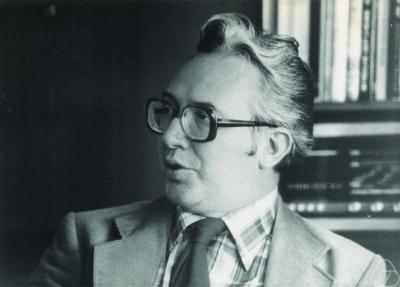
نگاره‌ای از دتلف لاوگویتس، ریاضی‌دان اهل آلمان

دتلف لاوگویتس (به آلمانی: Detlef Laugwitz) (زادهٔ ۱۱ مه ۱۹۳۲ –درگذشتهٔ ۲۰۰۰) ریاضی‌دان و تاریخ‌نگار ریاضیات اهل آلمان بود.

## زندگینامه و آثار
او در دانشگاه گوتینگن آغاز به تحصیل ریاضیات، فیزیک و فلسفه کرد و در سال ۱۹۵۴ در زمینه هندسه دیفرانسیل دانش آموخته شد. سپس در دانشگاه فرایبورگ به عنوان دستیار به کار سرگرم شد. پس از آن در دانشگاه فنی مونیخ درجه شایستگی را به دست آورد و سپس به دارمشتات رفت و در آنجا در سال ۱۹۶۲ به درجه استادی رسید.
لاوگویتس به پژوهش درباره هندسه دیفرانسیل فضاهای برداری با بعد نامتناهی و نیز هندسه فینزلر پرداخت. وی از سال ۱۹۶۵ به همراه کورت اشمیدن راهی جداگانه -مستقل از آبراهام رابینسون- به نظریه آنالیز نااستاندارد یافت که آن را «ریاضیات بی‌نهایت کوچک» نامیدند و لاوگویتس ریشه‌های تاریخی آن را به لایبنیتس برمیگرداند. افزون بر اینها او به تاریخ ریاضیات دلبسته بود و برای نمونه زندگینامه‌ای از برنهارد ریمان -که تا به امروز هم تنها زندگینامه رسمی و کامل منتشر شده از اوست- را انتشار داد.